# 北海道札幌南高等学校の人物一覧
北海道札幌南高等学校の人物一覧（ほっかいどうさっぽろみなみこうとうがっこうのじんぶついちらん）は、北海道札幌南高等学校に関係する著名な人物の一覧記事。

## 著名な出身者
旧制札幌一中入学で、戦後の学区変更で他校に移った者も含む。

### 政界・官界・法曹界
- 苫米地義三（元内閣官房長官）
- 地崎宇三郎（2代目）（元衆議院議員、民主党（1947-1950）所属）
- 伊坂重昭（元東京地検特捜部検事、元平和相互銀行監査役）
- 稲村順三（元衆議院議員、日本社会党所属）
- 板垣武四（元札幌市市長）
- 堂垣内尚弘（元北海道知事）
- 村上茂利（元衆議院議員、労働事務次官）
- 我孫子健一（元北海道副知事、元北海道空港社長、元北海道国際航空会長）
- 上草義輝（元衆議院議員、自民党所属）
- 小平忠正（元衆議院議員、民主党所属）
- 荒井聰（元衆議院議員、立憲民主党所属）
- 本多平直（元衆議院議員、立憲民主党所属）
- 武部新（衆議院議員、自民党所属）
- 結城弘毅（鉄道技術者、「特急つばめ号」生みの親）
- 上村伸一（外交官、元トルコ大使）
- 安井誠（元大蔵省証券局長、東邦生命保険会長）
- 三宅和助（外交官、初代外務報道官、元シンガポール大使）
- 久保赳（初代建設省下水道部長、元日本下水道事業団理事長、元日本下水道協会理事長）
- 水島徹治（国土交通省北海道局長、元国土交通省北海道開発局長）
- 竹島一彦（公正取引委員会委員長、元国税庁長官）
- 川口康裕（駐ラトビア大使、元消費者庁次長）
- 門山泰明（元総務省自治行政局長、日本消防設備安全センター理事長）
- 新保幸一（元文部科学省技術参事官、元東京工業高等専門学校校長）
- 中野正孝（元通商産業省生活産業局長）
- 松浦克巳（国税庁調査査察部長）
- 豊田硬（元防衛事務次官）
- 五十嵐三津雄（元郵政事務次官、元KDDI会長）
- 橋本幸（国土交通省北海道局長、コンカリーニョ副理事長）
- 村木太郎（元厚生労働省大臣官房総括審議官（国際担当）、元東京労働局長）
- 佐藤藤佐（元検事総長）
- 高田正（裁判官、ゾルゲ事件裁判長）
- 合田悦三（元札幌高等裁判所長官、総務省情報公開・個人情報保護審査会会長代理）
- 西川克行（検事総長、元法務事務次官）
- 菅野博之[1]（最高裁判所裁判官）
- 奥山倫行（弁護士）
- 水上貴央（弁護士、NPO法人再エネ事業を支援する法律実務の会理事長）
- 堀井亜生（弁護士）
- 向井諭（弁護士、元日本弁護士連合会副会長、元北海道弁護士会連合会理事長、元札幌弁護士会会長）
- 矢吹徹雄（弁護士）

### 経済界
- 阿部謙夫（元北海道放送社長）
- 石垣幸俊（ブルドックソース社長、イカリソース社長、日本ソース工業会会長）
- 石田達郎（元フジテレビ社長）
- 伊藤義郎（伊藤組会長・伊藤組土建名誉会長）
- 伊藤豊次（伊藤組初代社長）
- 岩田聡（元任天堂社長）
- 大久保尚武（積水化学工業社長）
- 大谷清介（戸田建設社長）
- 大星公二（元NTTドコモ社長）
- 大西雅之（鶴雅リゾート社長）
- 金井昭雄（富士メガネ会長）
- 兼間祐二（北海道銀行頭取）
- 倉井敏麿（元新潟鉄工所社長）
- 栗林友二（元栗林商船会長）
- 児島仁（元NTT社長）
- 近藤龍夫 (元北海道電力社長、元北海道経済連合会会長)
- 佐藤貢（元雪印乳業社長）
- 白井俊之（ニトリホールディングス社長、ニトリ社長）
- 関四郎（元明電舎社長、国鉄常務理事、「芝山倉平」の筆名で探偵小説も執筆）
- 津田紘（元スズキ社長）
- 長沼真太郎（BAKE創業者、北海道コンフェクトグループ代表取締役）
- 村田利文（ソフトフロントホールディングス創業者、エンジェル投資家）
- 吉村元久（ヨシムラ・フード・ホールディングス創業者・CEO）

### 労働界
- 西田信春（平和活動家、労働運動家、日本共産党員）

### 軍人・自衛官
- 安東昌喬（海軍中将）
- 大須賀応（陸軍中将）
- 小原重孝（陸軍大佐・桜会中心メンバー）
- 真田穣一郎（陸軍少将）
- 村中孝次（陸軍大尉・二・二六事件の首謀者の一人）
- 片岡晴彦（航空幕僚長たる空将、第32代航空幕僚長）

### 学界・教育界
- 浅野孝（環境工学、カリフォルニア大学デービス校名誉教授、ストックホルム水賞）
- 阿部良夫（物理学、元早稲田大学高等学院教授、元北海道帝国大学講師）
- 安藤真（通信工学、元東京工業大学副学長、元国際電波科学連合会長）
- 布施現之助（医学、解剖学、元東北大学教授）
- 石橋智信（宗教学、元東京大学教授）
- 稲田昌植（農政学、元東京外語大学教授）
- 小野浩（経済学、北海道大学名誉教授、元マクマスター大学招聘教授）
- 小山内康人（地質学、九州大学名誉教授、元日本鉱物科学会会長、元南極地域観測隊隊長）
- 森山豊（医学、元東京大学教授）
- 湊正雄（地質学、元北海道大学教授）
- 高倉新一郎（歴史学、元北海道大学教授）
- 佐々保雄（地質学、登山家、元北海道大学教授）
- 竹内栄（金属工学、元東北大学教授）
- 新保幸太郎（医学、元札幌医科大学学長）
- 和田寿郎（医学、元札幌医科大学教授）
- 松本秋男（電気工学、元北見工業大学学長）
- 川端俊一郎（経済学、北海学園大学名誉教授）
- 唯是康彦（農業経済学、元千葉大学教授）
- 柳町隆造（生物学、ハワイ大学教授）
- 丹保憲仁（土木工学、北海道大学元総長/名誉教授、放送大学元学長/名誉教授）
- 能勢之彦（医学、ベイラー医科大学教授）
- 片岡寛光（行政学、早稲田大学名誉教授）
- 柴田純志（国際政治学、敬愛大学助教授）
- 武川睦寛（医学、東京大学医科学研究所副所長・教授）
- 西部邁（評論家、秀明大学学頭）
- 近藤駿介（原子炉工学、東京大学名誉教授）
- 岡部恒治（数学、埼玉大学名誉教授）
- 米谷民明（理論物理学、東京大学名誉教授）
- 金森修（哲学、東京大学教授）
- 二間瀬敏史（宇宙物理学、東北大学教授）
- 大野英男（物理学、東北大学総長）
- 谷本雅之（経済学、東京大学大学院経済学研究科教授）
- 石井裕（情報工学、コンピューター工学、MIT教授、MITメディアラボ副所長）
- 鈴木春二（経済学、千葉商科大学教授）
- 斉藤美彦（経済学、大阪経済大学教授）
- 小泉義之（哲学、立命館大学大学院先端総合学術研究科教授）
- 澤井繁男 (作家、イタリア文化研究者、関西大学教授）
- 寺谷亮司 (地理学、愛媛大学教授）
- 早川泰正（経済学、北海道大学名誉教授、千葉商科大学元学長）
- 寳金清博（外科学、北海道大学総長）
- 松本曜（言語学、国立国語研究所教授）
- 三宅和正（物理学、大阪大学名誉教授）
- 富井健（キリスト教再建主義神学の神学者）
- 成田吉弘（機械工学、大和大学教授、北海道大学名誉教授)
- 白取祐司（法学、北海道大学教授）
- 山田真裕（政治学、関西学院大学教授）
- 杉野目道紀（有機合成化学、京都大学大学院工学研究科教授）
- 矢口祐人（アメリカ文化学、東京大学副学長・教授）
- 渡辺靖（文化人類学・文化政策論、慶応義塾大学環境情報学部教授）
- 荒井政大（航空宇宙工学、名古屋大学大学院工学研究科教授)
- 池上重輔（経営学・グローバル経営、早稲田大学大学院商学学術院教授）
- 常見陽平（労働社会学、働き方評論家、作家、千葉商科大学准教授）
- 正富宏之（タンチョウ研究家、専修大学北海道短期大学元学長・名誉教授）
- 池上公介（学校法人池上学園理事長、社団法人池上学院学院長）
- 遠藤知恵子（教育学、元北翔大学学長・元北翔大学短期大学部学長）
- 鷲田小彌太 (哲学、札幌大学名誉教授)
- 寺谷広司 (国際法、東京大学大学院法学政治学研究科教授)
- 池田粂男（法学・民事法、元北海学園大学名誉教授）
- 長内了（法学、元中央大学名誉教授）
- 山田清志（経済学、東海大学学長）
- 山村悦夫（土木工学、北海道大学名誉教授、元日本地域学会会長、元地理情報システム学会会長）
- 喜田宏[2]（ウイルス学、北海道大学獣医学部教授）
- 住吉雅美（法学、青山学院大学教授）
- 山崎亮一（農業経済学、東京農工大学名誉教授）

### 文化界
- 長谷川康夫（脚本家、映画監督）
- 荒巻義雄（SF作家）
- 円城塔（作家）
- 大崎善生（作家）
- 外岡秀俊（作家、朝日新聞東京本社編集局長）
- 渡辺淳一（作家）
- 久間十義（作家）
- 見延典子（作家）
- 堀淳一（エッセイスト、物理学者、元北海道大学教授）
- 平沢貞通（画家、旧制札幌中学3年次に転校）
- 三岸好太郎（画家）
- 長谷川昇（画家、元日本芸術院会員、勲三等旭日中綬章受章）
- 伊藤隆道（造形作家）
- 竹山実（建築家）
- 梁田貞（教育者・作曲家）
- 廣瀬量平（作曲家）
- 助川敏弥（作曲家、音楽評論家、雑誌編集者）
- 奥田良三（声楽家（テノール））
- 上杉春雄 (医師、ピアニスト）
- 石橋冠（演出家・元日本テレビディレクター）
- 聖日出夫（漫画家）
- 滝沢聖峰（漫画家）
- 鎌田哲哉（文芸評論家）
- 島野功緒（放送評論家）
- 宮崎吉政（政治評論家）
- 山崎元（経済評論家）
- 谷岡雅樹（映像評論家）
- 笠井嗣夫（詩人）
- 細川不凍（川柳家）
- 佐々木芽生（映画監督）

### 芸能界
- 上田敏也（声優）
- 中谷一郎（俳優）
- 有馬昌彦（俳優）
- 三田村周三（俳優）
- 小林さやか（女優、声優）
- 若山弦蔵（声優）
- 高橋春香（声優）
- 小西康陽（ミュージシャン、元ピチカート・ファイヴ）
- 松井俊介（作曲家）
- 勝井祐二（ミュージシャン）
- パラダイス山元（ミュージシャン）
- 山崎あおい（ミュージシャン）
- 側見民雄（俳優）
- 長嶋凛桜（乃木坂46）

### マスコミ界
- 石井庸子（元NHKアナウンサー）
- 高市佳明（NHKアナウンサー）
- 村上里和（NHKアナウンサー）
- 森田美由紀（NHKアナウンサー）
- 三輪洋雄（NHKアナウンサー）
- 八尋隆蔵（NHKアナウンサー）
- 白崎義彦（NHKアナウンサー）
- 船越ゆかり（HBCアナウンサー）
- 佐藤彩（HBCアナウンサー）
- 矢野聖子（元STVアナウンサー）
- 清水建宇（朝日新聞編集委員）
- 渡辺みなみ（キャスター、フリーアナウンサー）
- 本間欧彦（フジテレビプロデューサー、演出家）
- 小林裕幸（元STVアナウンサー）
- 東留伽（ABCアナウンサー）
- 森田政仁（元HTBアナウンサー）
- 森唯菜（HTBアナウンサー）
- 船岡久嗣（元NHKアナウンサー）
- 上原諒 (STV気象キャスター)

### スポーツ界
- 小野卓爾（元サッカー選手、サッカー指導者。元日本サッカー協会常務理事）
- 曽田雄志（元サッカー選手）
- 寺田龍平（元プロ野球選手）
- 宇和野貴史（元プロレスラー）
- 鈴木潤    (フィギュアスケート選手)

### その他
- 岩崎紘昌（西洋アンティーク評論家、アンティークショップ店長）
- 大原まゆ（闘病記著者）
- 小菅正夫（旭山動物園元園長）
- 藤村操（華厳滝で投身自殺した旧制一高の学生、旧制札幌中学1年次で転校）
- 横田滋（北朝鮮による拉致被害者家族連絡会代表、拉致被害者・横田めぐみの父親）
- 堀元見（クリエイター、作家、YouTuber）
- 山脇千文美（プロ雀士）